# Powerstock
Powerstock är en ort och civil parish i Storbritannien.   Den ligger i kommunen Dorset och riksdelen England, i den södra delen av landet, 200 km väster om huvudstaden London. Powerstock ligger 68 meter över havet och antalet invånare är 290.
Terrängen runt Powerstock är lite kuperad. Runt Powerstock är det ganska tätbefolkat, med 86 invånare per kvadratkilometer. Närmaste större samhälle är Dorchester, 18,5 km öster om Powerstock. Trakten runt Powerstock består i huvudsak av gräsmarker.